# Struttura di Richat
La Struttura di Richat (Guelb El Richat o Guelb Er Richat, in arabo قلب الريشات‎?, Qalb ar-Rīšāt), chiamata anche Occhio del Sahara, è una struttura circolare nel Deserto del Sahara vicino ad Ouadane in Mauritania. Descritta da alcuni come somigliante ad una grande ammonite, ha un diametro di circa 40 chilometri.
Inizialmente fu interpretata come il cratere di un impatto da asteroide, a causa della sua forma circolare, ma oggi si pensa che sia un rialzo simmetrico, messo a nudo dall'erosione. 
A partire dagli anni 2000, l’interpretazione scientifica più accreditata ipotizza che si tratti di una cupola vulcanica gigantesca, risalente al periodo Cretaceo (100 milioni di anni fa), che sarebbe crollata su se stessa nel corso dell’erosione, durata diversi milioni di anni.
Le rocce sedimentarie affioranti hanno un'età da tardo proterozoica, verso il centro, ad ordoviciana, verso l'esterno. La presenza di livelli di quarzite determina il diverso grado di erosione della struttura, formando le geometrie concentriche.
All'interno della Struttura di Richat si sono trovate diverse rocce ignee, sia intrusive che effusive. Sono infatti presenti rioliti, gabbri, carbonatiti e kimberliti.
La struttura di Richat è stata visitata dagli anni ’50 dagli scienziati prima di essere rivelata su larga scala da una delle missioni spaziali americane Gemini. Per via delle sue dimensioni e per il suo aspetto inconfondibile è da tempo un punto di riferimento per gli astronauti.